# Adam Uziembło (oficer)

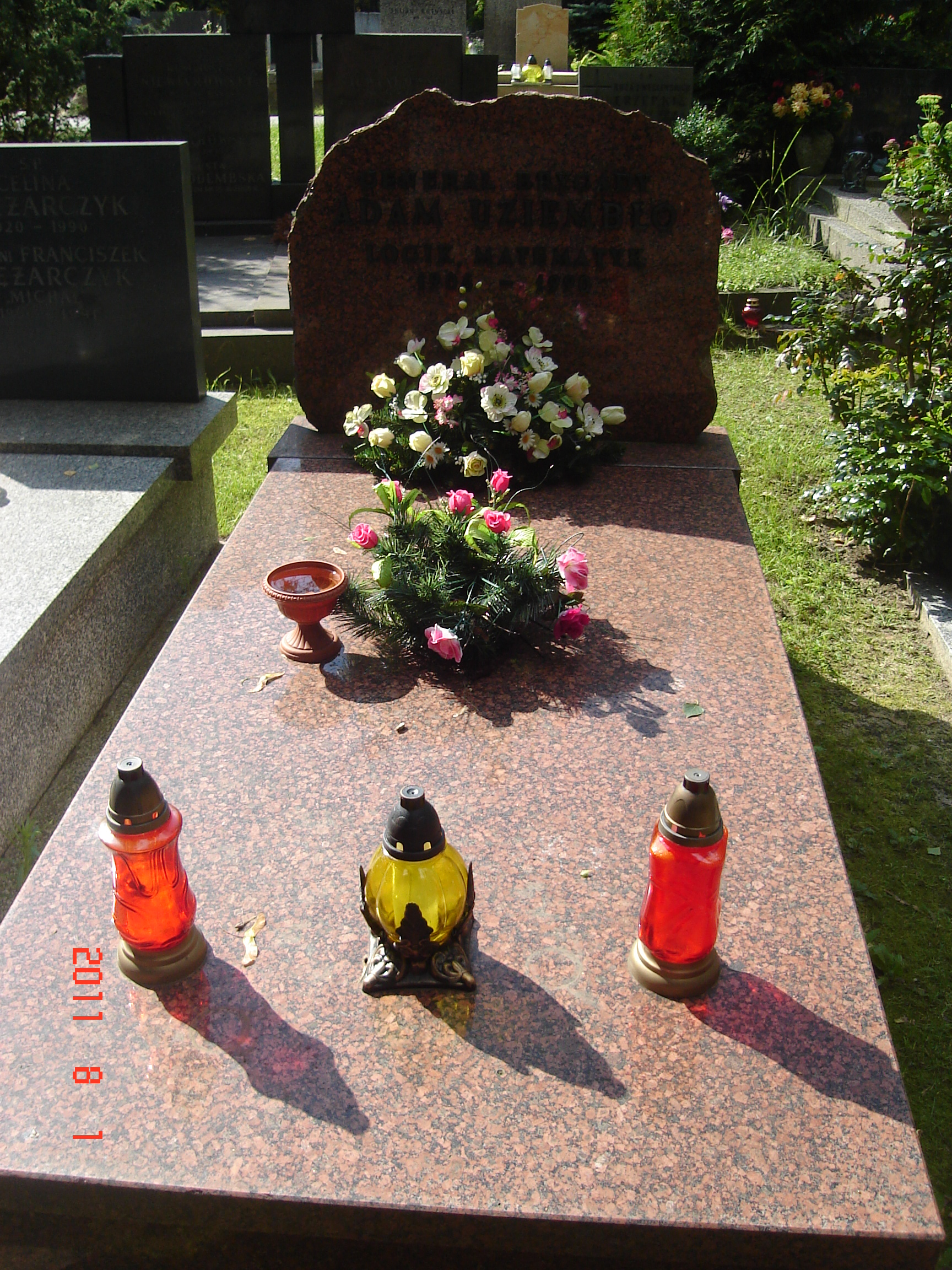
Grób Adama Uziembły na Cmentarzu Wojskowym na Powązkach

Adam Olgierd Uziembło (ur. 20 kwietnia?/3 maja 1906 w Kimrach, zm. 30 października 1990 w Warszawie) – generał brygady Wojska Polskiego, matematyk.

## Życiorys
Pochodził z podlaskiej rodziny związanej z PPS. W 1920 wrócił z rodziną do kraju. Uczęszczał do Gimnazjum im. Tadeusza Reytana w Warszawie i w 1924 zdał w nim maturę. Do 1932 studiował na Wydziale Matematyki Uniwersytetu Warszawskiego. 1925–1928 członek ZNMS „Życie”. Od 1928 był członkiem Komunistycznej Partii Polski. W latach 30. odbył służbę wojskową i został podporucznikiem rezerwy, w 1939 walczył w wojnie obronnej, wzięty do niemieckiej niewoli, więziony w Oflagu II C Woldenberg. W lutym 1945 został przyjęty do Wojska Polskiego i przydzielony do Wydziału Organizacyjnego Głównego Zarządu Polityczno-Wychowawczego WP. W październiku 1945 został zastępcą dowódcy Poznańskiego Okręgu Wojskowego do spraw politycznych, a w grudniu 1947 zastępcą dowódcy Korpusu Bezpieczeństwa Wewnętrznego do spraw politycznych.
W 1948 odszedł z wojska do pracy w oświacie. Jeden z najbliższych przyjaciół generała Józefa Kuropieski. W latach 1949–1954 więziony pod fałszywymi zarzutami.
W latach 1956–1957 członek tzw. Komisji Mazura. W latach 1956–1959 komendant Wojskowej Akademii Politycznej im. Feliksa Dzierżyńskiego. W 1957 mianowany generałem brygady. W latach 1959–1969 sekretarz Rady Wyższego Szkolnictwa Wojskowego. W 1969 został przeniesiony w stan spoczynku. Uczestnik Konwersatorium „Doświadczenie i Przyszłość”. Pochowany na cmentarzu Powązki Wojskowe w Warszawie (kwatera BII-1-4).

## Awanse
- podporucznik rezerwy – 1933
- porucznik
- kapitan – 25 lipca 1945
- major – 1 października 1945
- podpułkownik – 31 października 1945
- pułkownik – 17 grudnia 1946
- generał brygady – 22 lipca 1957

## Działalność matematyczna
Zajmował się logiką matematyczną. Po wojnie podjął przerwane studia i w 1956 uzyskał na Uniwersytecie Wrocławskim tytuł magistra matematyki na podstawie pracy O wzajemnej definiowalności funktorów zdaniowych. W 1962 obronił na Uniwersytecie Wrocławskim pracę doktorską O jednościach i ideałach symetrycznej półgrupy przekształceń, a w 1968 uzyskał stopień doktora habilitowanego nauk humanistycznych w zakresie logiki na Wydziale Nauk Społecznych Uniwersytetu Warszawskiego na podstawie rozprawy Dwa modele funkcji wielowartościowych rachunku zdań. W latach 1970–1976, po przejściu w stan spoczynku, pełnił funkcję kierownika Zakładu Matematyki Wyższej Szkoły Pedagogicznej w Kielcach.

## Rodzina
Syn Adama Uziembły i Marii z d. Wierzejskiej; po rozwodzie rodziców był wychowywany przez matkę. Zawarł związek małżeński ze Stanisławą z d. Ryszkiewicz, z którą miał dwoje dzieci: syna Michała (ur. 1935) i córkę Annę (ur. 1937).

## Odznaczenia
- Order Sztandaru Pracy II klasy (1957)
- Krzyż Kawalerski Orderu Odrodzenia Polski (1945)
- Order Krzyża Grunwaldu III klasy (1946)
- Krzyż Walecznych (dwukrotnie w 1939)
- Srebrny Krzyż Zasługi (1945)
- Medal za Odrę, Nysę, Bałtyk
- Medal za Warszawę 1939–1945
- Złoty Medal „Siły Zbrojne w Służbie Ojczyzny” (1968)
- Srebrny Medal „Siły Zbrojne w Służbie Ojczyzny”
- Brązowy Medal Za zasługi dla obronności kraju (1967)
- Medal za Zwycięstwo nad Niemcami w Wielkiej Wojnie Ojczyźnianej 1941-1945 (ZSRR)